# 鄢棚站
鄢棚站是位于云南省个旧市的一个铁路车站，邮政编码661400。车站建于1921年，有鸡个铁路经过该站，现已废弃，车站及其上下行区间均未电气化。车站距离鸡街站31公里，隶属昆明铁路局，是四等站。